# Daniel Huber
Daniel Huber (Salzburg, 2 januari 1993) is een Oostenrijks schansspringer. 

## Carrière
Huber maakte zijn debuut in de wereldbeker in het seizoen 2015/2016. Bij zijn eerste wedstrijd op 31 januari 2016 in Sapporo werd hij 35e. Op 18 november 2017 behaalde hij een eerste podiumplaats in een wereldbekerwedstrijd voor teams. Samen met Clemens Aigner, Michael Hayböck en Stefan Kraft sprong Huber naar de tweede plaats tijdens de wereldbekerwedstrijd op de Adam Małyszschans in het Poolse Wisła. Individueel behaalde Huber nog geen podiumplaatsen in een wereldbekerwedstrijd.

## Belangrijkste resultaten

### Wereldkampioenschappen
| Jaar | Plaats  | Resultaten                          |
| ---- | ------- | ----------------------------------- |
| 2019 | Seefeld | 21e HS109 · 11e HS 130 · Team HS130 |

### Wereldbeker
Eindklasseringen
| Seizoen   | Algm | SV  | 4S  | RAW |
| --------- | ---- | --- | --- | --- |
| 2016/2017 | 71e  | -   | 61e | -   |
| 2017/2018 | 28e  | 36e | 49e | 48e |
| 2018/2019 | 16e  | 19e | 9e  | 22e |
| 2019/2020 | 18e  | 18e | 26e | 24e |

### Grand-Prix
Eindklasseringen
| Jaar | Plaats |
| ---- | ------ |
| 2014 | 80e    |
| 2018 | 5e     |
| 2019 | 57e    |

Grand-Prixzeges
| Datum            | Plaats     | Schans |
| ---------------- | ---------- | ------ |
| 30 augustus 2018 | Hinzenbach | HS90   |